# 55 Broadway
55 Broadway est un bâtiment Art Déco classé de Grade I surplombant St James's Park à Londres. Il a été conçu par Charles Holden et construit entre 1927 et 1929; en 1931, le bâtiment lui vaut la médaille d'architecture du Royal Institute of British Architects de Londres . 
Il a été construit comme nouveau siège de la Underground Electric Railways Company de Londres (UERL), le principal précurseur du métro de Londres. À son achèvement, c'était le plus haut immeuble de bureaux de la ville. 

## Destinations
Le métro de Londres devait quitter le bâtiment en 2015 pour un nouveau siège social dans le parc olympique, à Stratford, Londres et le 55 Broadway devait être converti pour un usage résidentiel  mais ce permis de construire a expiré en 2018. 
Le 16 septembre 2019, il a été annoncé que Integrity International Group avait acquis le site de 55 Broadway auprès de Transport for London. 
Le bâtiment, inscrit pour la première fois au grade II en 1970, a été modernisé au grade I en 2011 . 
En 2013, il a été annoncé que le 55 Broadway serait converti en appartements de luxe une fois que les opérations de déménagements du métro de Londres seront achevées en 2015  . En mai 2014, il a été annoncé que les architectes TateHindle, dirigeraient le réaménagement et, en juin 2015, un permis d'urbanisme et un permis de construction ont été accordés, mais cela n'a pas été mis en œuvre et a expiré en juin 2018. 
En septembre 2019, un bail à long terme de la propriété a été vendu pour 120 millions de livres sterling, il devrait être transformé en appartements de luxe . 

## Œuvres d'art commandées
- Jour et nuit, Jacob Epstein
- Vent du Nord, Alfred Gerrard
- Vent du Nord, Eric Gill
- Vent d'Est, Eric Gill
- Vent d'Est, Allan G. Wyon
- Vent du Sud, Eric Gill
- Vent du Sud, Eric Aumonier
- Vent d'ouest, Samuel Rabinovitch
- Vent d'ouest, Henry Moore

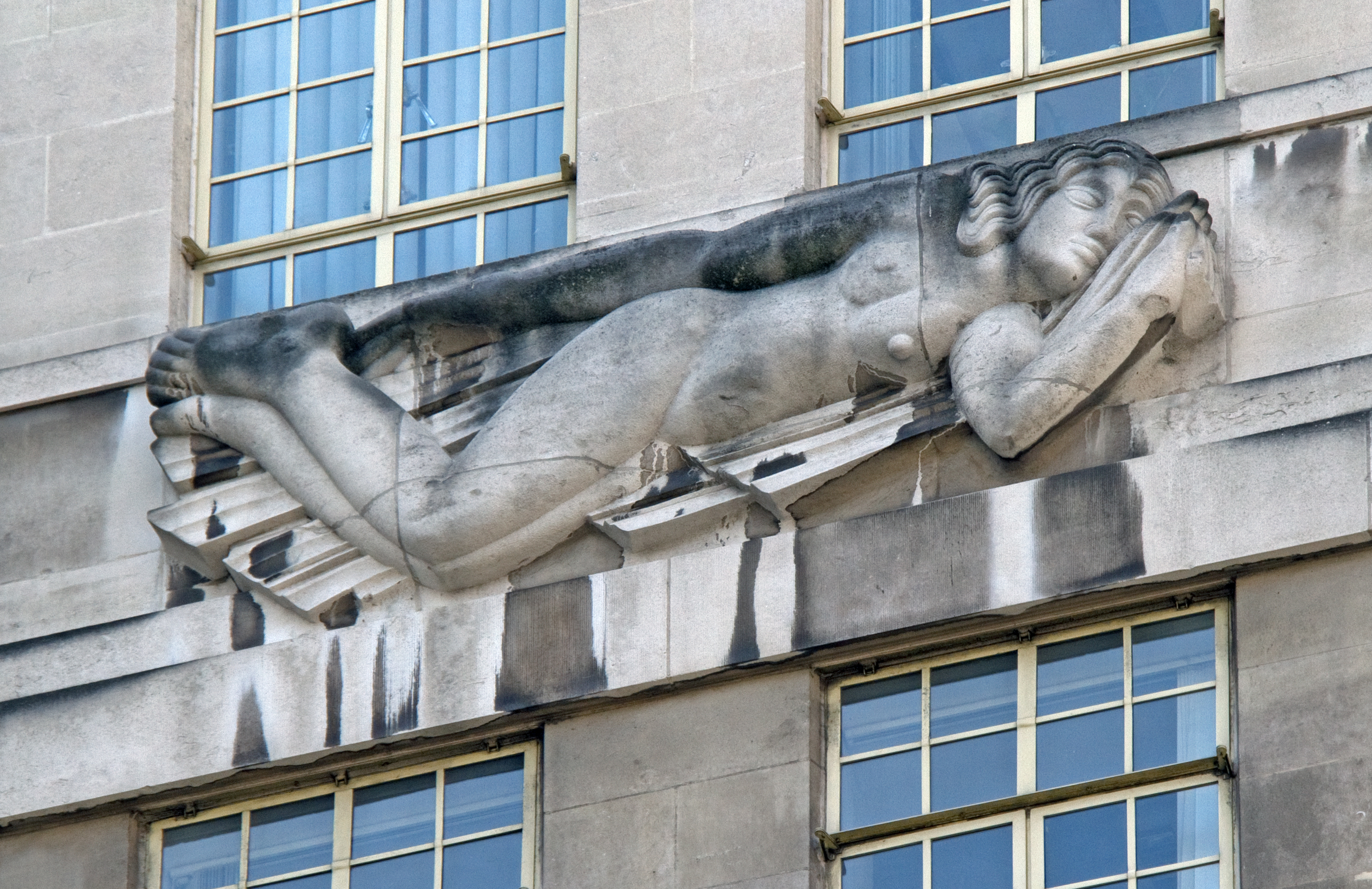
South Wind par Eric Gill
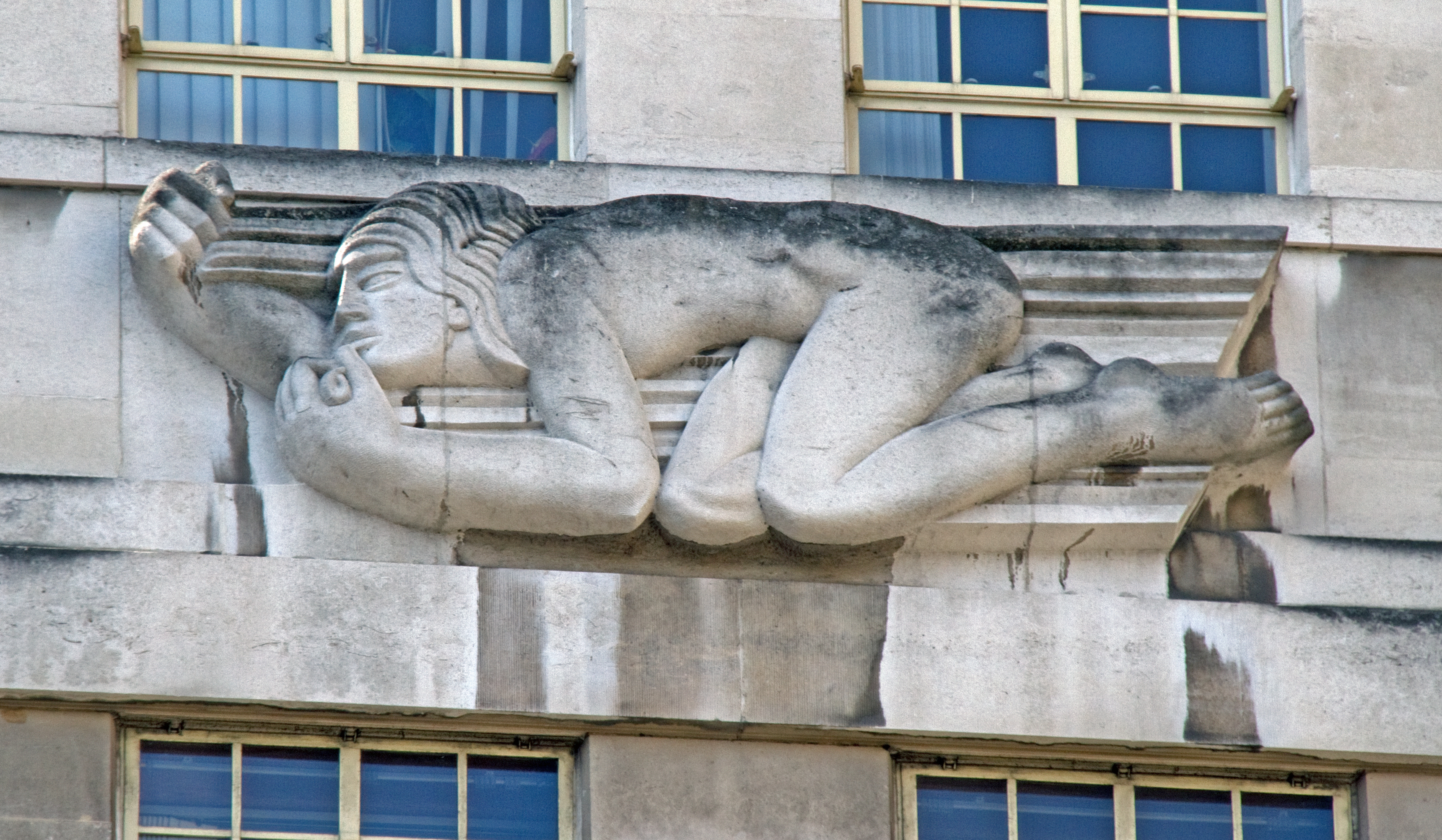
North Wind par Eric Gill
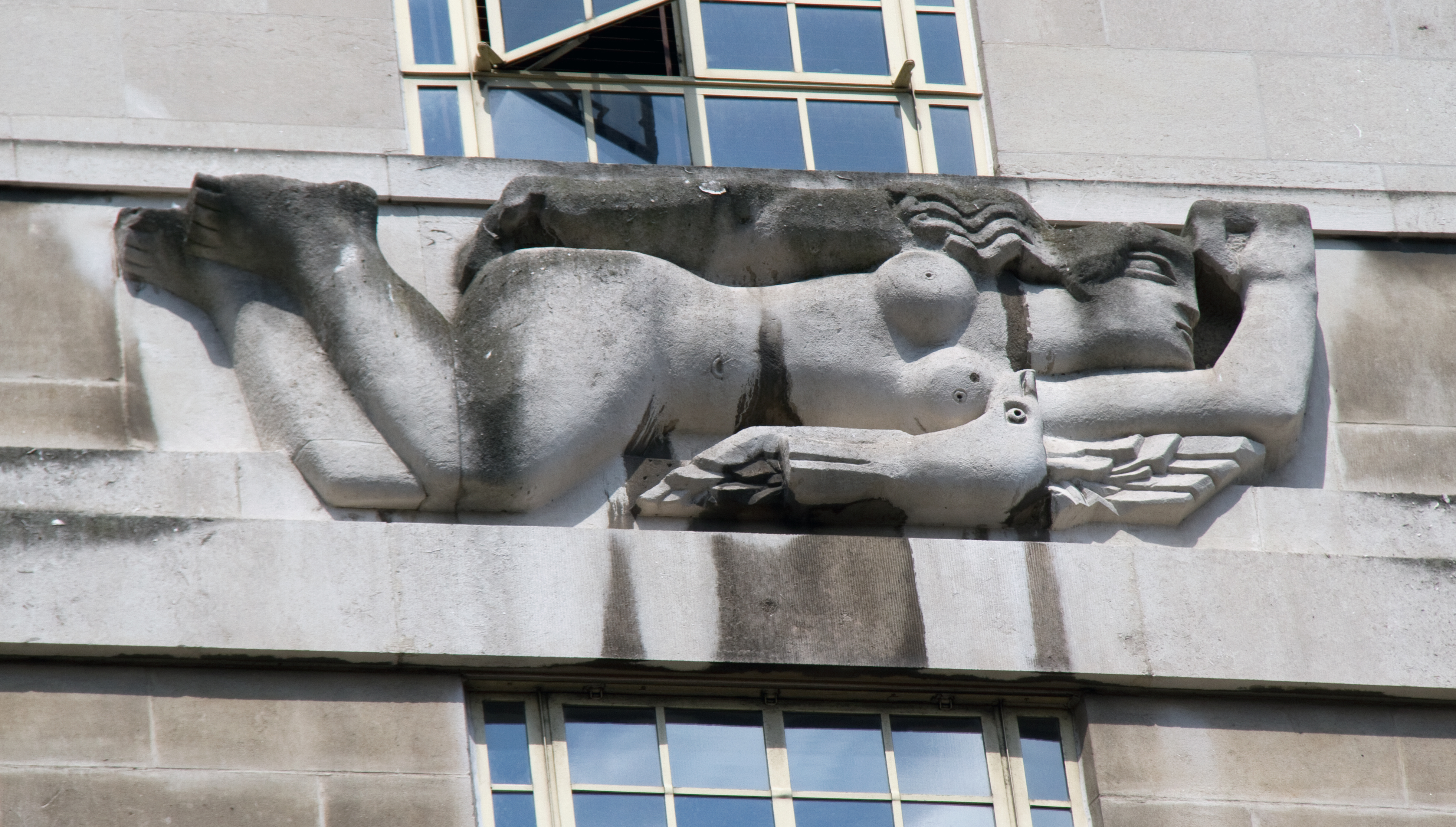
West Wind par Samuel Rabinovitch
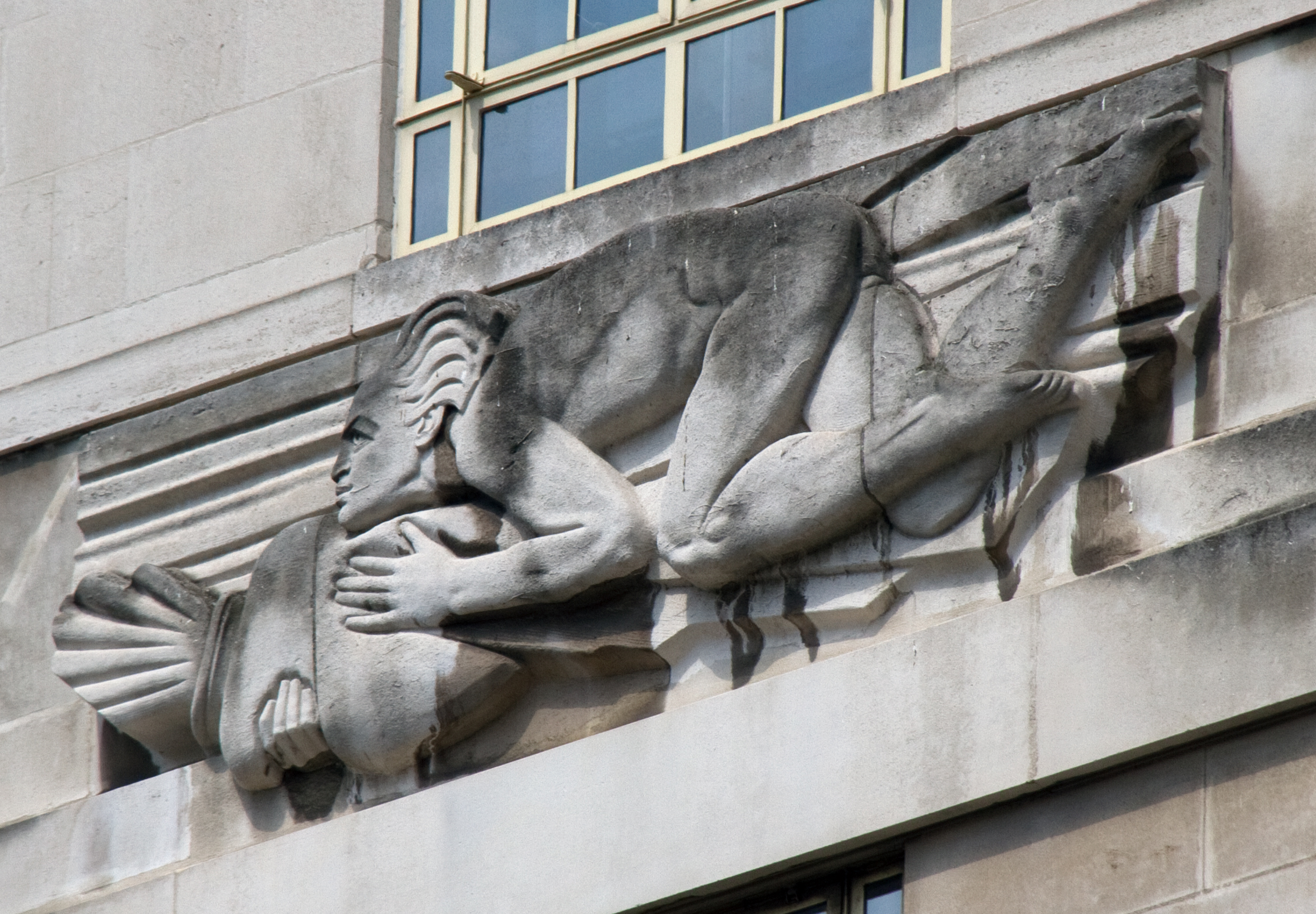
East Wind par Allan G. Wyon